# Sawara

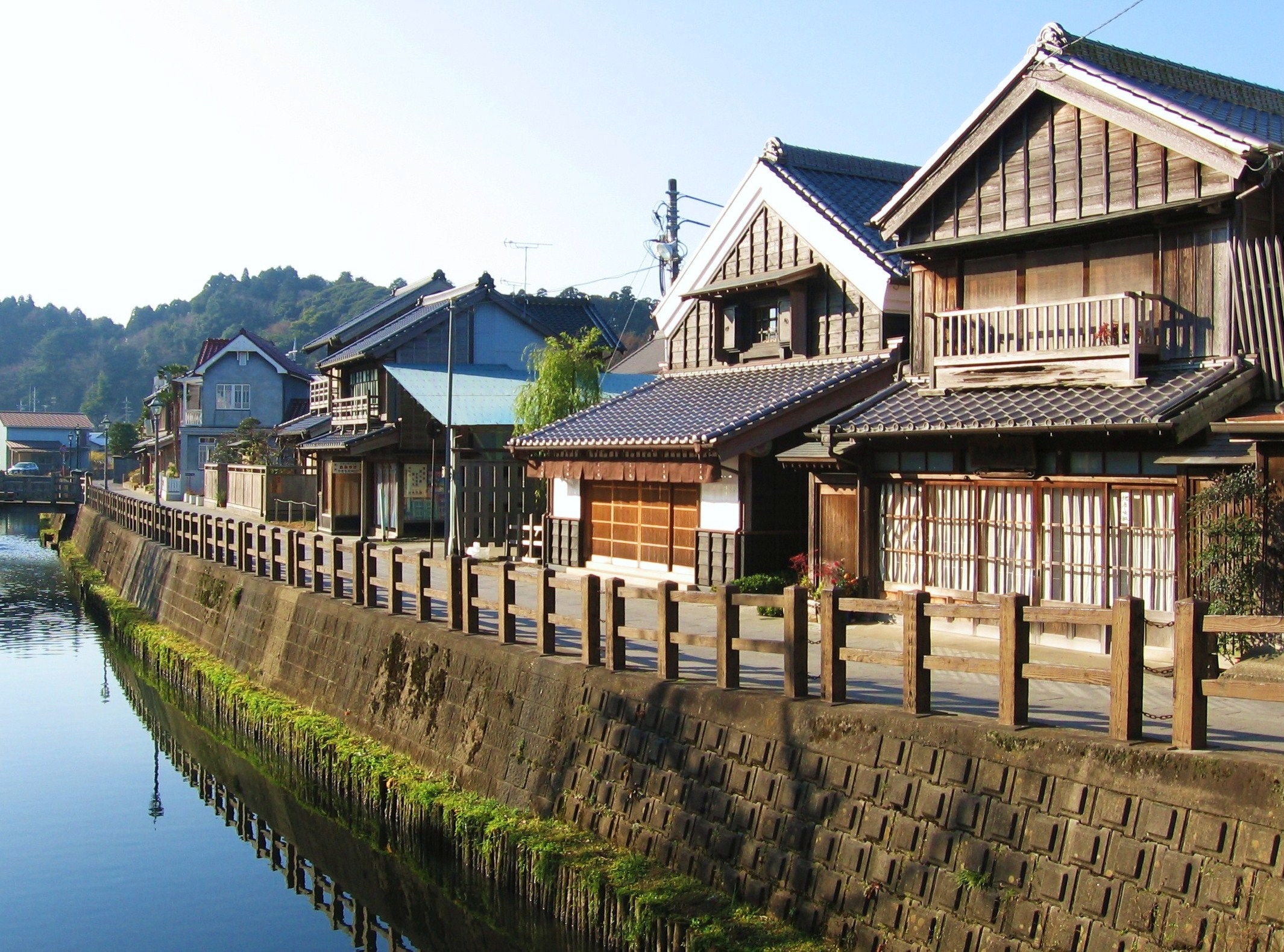
Sawara

Sawara (Japans: 佐原市, Sawara-shi) was een Japanse stad in het noordoosten van de prefectuur Chiba. Door de rivier de Tonegawa van de prefectuur Ibaraki gescheiden, ligt de stad op 70 km van Tokio en op 50 km van de prefecturale hoofdstad Chiba. Als een van de weinige stadjes binnen het hoofdstedelijke gebied wist Sawara zijn toeristische meerwaarde te vrijwaren. Om zijn historische wijk, die met een verzameling goed bewaarde heren- en handelshuizen van meer dan een eeuw oud de sfeer van premodern Japan oproept, staat de plaats lokaal als "klein Edo" bekend. De gemeente werd op 15 maart 1951 met Katori, Higashi-Ōto en Kasai samengevoegd en kreeg de titel "stad". In februari 1955 werd het grondgebied uitgebreid met de gemeenten Shinshima, Ōkura, Tsunomiya en Mizuho. Het ligt in het vooruitzicht de stad per 27 maart 2006 op te heffen en uit haar fusie met Kurimoto, Omigawa en Yamada de stad Katori te creëren. Sawara heeft een oppervlakte van 119,88 km² en telt een bevolking van 47.468 inwoners.
Aan de oorsprong van de stad stond een kleine gemeenschap van boeren die allen horig waren aan het heiligdom van Katori, van oudsher een van de grootste shintoïstische heiligdommen in Oost-Japan. De oudste vermelding van de plaatsnaam is bewaard in een brief die dateert van 1218 en de schenking van een relikwie aan het heiligdom beschrijft. Dankzij haar gunstige ligging op een kruispunt van de hoofdweg naar het Katori-heiligdom en de rivier de Ono, een zijrivier van de Tonegawa, ontwikkelde de havenstad Sawara zich in de late middeleeuwen gaandeweg tot een klein handelscentrum.
Onder de Tokugawa shoguns, die rechtstreekse leenheren van Sawara waren, kende het stadje als handelscentrum gericht op Edo een grote bloei, die in de 17e eeuw nog zou toenemen dankzij de kanalisatie van de Tonegawa. Door de snellere verbinding met Edo fungeerde Sawara voortaan als een overslagplaats voor rijst en andere gewassen uit het ruime ommeland dat zich langs de Tonegawa en het Kasumigaurameer uitstrekte. De stadseconomie werd beheerst door sakebrouwerijen en shoyu-producenten, en stilaan ontplooide zich in het noorden van de gemeente een havenkwartier, maar ook de pelgrimsgemeenschap die zich ophield rond de heiligdommen van Katori en Kashima liet een blijvende invloed na. Onder de bedevaartgangers bevonden zich enkele illustere personages, zo bijvoorbeeld Japans beroemdste haiku-dichters Bashō (1644-1694) en Issa (1763-1827).
Tijdens de modernisering onder keizer Meiji versterkte de indienstneming van een stoomscheepvaartroute (1877) en spoorverbinding (1898) tussen Sawara en Tokio de rol van Sawara als havenstad, wat een forse bevolkingstoename en de uitvoering van grootschalige bouwprojecten in de hand werkte. Pas na de jaren twintig van de 20e eeuw, toen het wegtransport de overhand haalde, kwam er een einde aan de groei van de stad als commercieel centrum. Sedert de uitbouw van het Kashima-kustindustriegebied en de opening van de internationale luchthaven te Narita kende de industrialisering een hoge vlucht. Vandaag fungeert Sawara voornamelijk als bestuurlijk en cultureel centrum voor het noorden van de prefectuur.
Naast architecturaal erfgoed behoren tot de couleur locale enige culinaire specialiteiten (waaronder soba-gerechten en tsukudani, een in zoete shoyu bereid visgerecht) en het jaarlijkse Sawara-festival in juli en oktober, tijdens hetwelk typische poppen onder begeleiding van bayashi-muziek en praalwagens de stad rondtrekken. Voorts herbergt Sawara het geboortehuis en atelier (thans museum) van Japans beroemdste cartograaf-geograaf, Tadataka Inō; als een van de pioniers in de modernisering van Japan bekwaamde hij zich in Westerse landmeting en voltooide de eerste nauwkeurige kaart van Japan. Tot de bezienswaardigheden behoort het shintoïstische heiligdom van Katori en verder Kanpuku-ji, een boeddhistische tempel van Shingon-denominatie (ca. 9e eeuw). Deze tempel bezit een aantal tot nationaal cultureel erfgoed aangeduide beeldwerken en zijn complex omvat de graven van enkele illustere ingezetenen, waaronder Tadataka Inō en Nahiko Katori (1723-1782), een Kokugaku-geleerde. Sawara's stadscentrum werd door het stadsbestuur in 1994 tot beschermd gebied uitgeroepen en in 1996 door de nationale regering als historisch district erkend.
Op 27 maart 2006 hield de stad op te bestaan als zelfstandige entiteit. Sawara en de gemeenten Omigawa, Yamada en Kurimoto van het Katori District werden samengevoegd tot de nieuwe stad Katori.
Steden:
Abiko · Asahi · Chiba (hoofdstad) · Choshi · Funabashi · Futtsu · Ichihara · Ichikawa · Inzai · Isumi · Kamagaya · Kamogawa · Kashiwa · Katori · Katsuura · Kimitsu · Kisarazu · Matsudo · Minamiboso · Mobara · Nagareyama · Narashino · Narita · Noda · Oamishirasato · Sakura · Sanmu · Shiroi · Sodegaura · Sosa · Tateyama · Tomisato · Togane · Urayasu · Yachimata · Yachiyo · Yotsukaido

Districten:
Awa · Chosei · Inba · Isumi · Katori · Sanbu
Gemeenten per district